# Pandanus spinifer
Pandanus spinifer är en enhjärtbladig växtart som beskrevs av Otto Warburg. Pandanus spinifer ingår i släktet Pandanus och familjen Pandanaceae.
Artens utbredningsområde är Madagaskar. Inga underarter finns listade.